# 2006 RH120

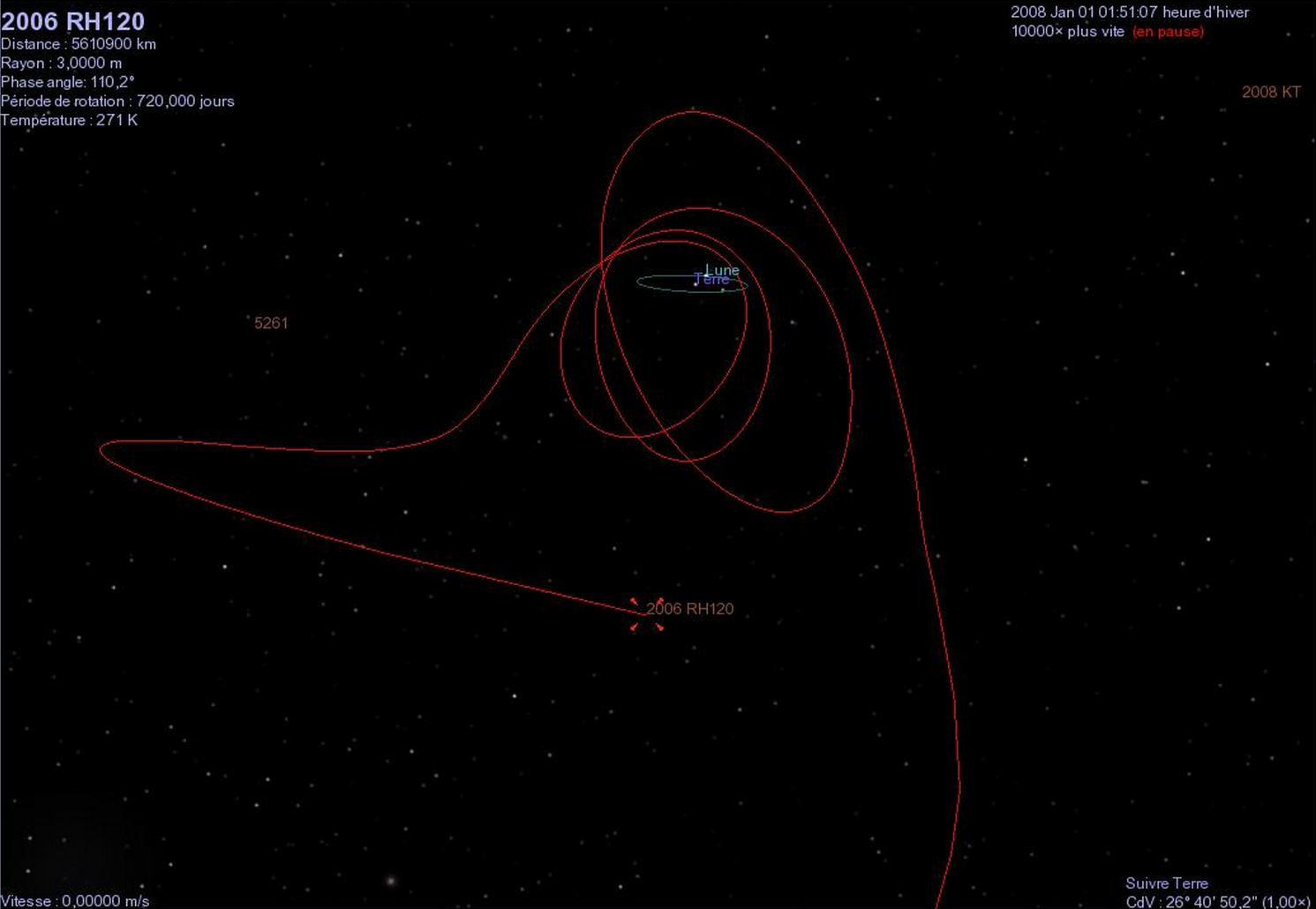
临时卫星捕获事件期间的轨道

2006 RH120是一顆直徑大約5米的近地小行星的臨時名字，它通常都是繞著太陽公轉，但是大約每20年左右會接近地-月系統一次，有時會短暫的進入臨時衛星的捕獲範圍，在這段期間可以說是除了月球之外的另一顆天然衛星。它在2006年9月到2007年7月在地球軌道上，2008年2月18日才有了現在的小行星名稱，而卡特林那巡天系統的內部辨識名稱則是6R10DB9。
這個天體存在著一些爭議。太空科學研究所的艾倫·W·哈里斯評論說：“聲稱將臨時環形軌道上的一些無用的東西稱為‘衛星’，加上這個詞所承載的所有包袱，這只是炒作而已。”另外在它被發現時，因為它的大小、軌道和光譜被認為有可能符合農神五號火箭上使用的鈦白氧化塗料，因此沒有給予正式的名稱，儘管雷達觀測更傾向它是自然天體。而此前在幾乎完全一樣軌道上發現的J002E3亦被認為有可能是阿波羅12號的農神火箭S-IVB的助推器。

## 歷史
2006 RH120是在2006年9月14日使用卡特林那巡天系統設在亞利桑那的27英吋（69公分）的史密特攝星儀發現的。“6R10DB9”是卡特林那巡天系統自行給予發現天體的名稱，通常只在小行星中心的近地天體確認網頁中使用，直到國際天文學聯合會將它歸類為小行星。它在9月14日添加在NEOCP上，但隨後就解釋它不是一顆小行星而被刪除。初步的軌道計算顯示，它是地球的重力從週期11個月的太陽軌道上捕獲的天體，並且類似於上個世紀的60至70年代初，在阿波羅計畫使用過的許多火箭助推器的殘骸之一。
稍後的分析顯示這個NEO小到太陽輻射壓力的攝動足以影響它的運動。然而，噴射推進實驗是太陽系動力學組的Paul Chodas懷疑這個被擾動的物體是一塊岩石，而不是老舊的飛行器。一種假設是這個物體是月球受到撞擊彈射出來的一顆岩石。在2008年2月18日，這個天體被賦予了小行星的編號。
在2006年6月通近地點被彈射出去之前，它是第4顆進入地球軌道的天體。在近地點，它位於月球軌道內側276,845公里（172,024英里）。

## 2007年6月14日近地點
2007年6月14日，2006 RH120是第4個也是最接近地球的天體之一，它最接近時只有0.7月球距離，視星等在18.5-19.0等。
這個天體目前在繞行太陽的軌道上，加州噴射推進實驗室金石的天文學家曾在2007年6月12、14、17日使用雷達進行測量，它在2017年位於太陽的另一側，與地球的距離大約是2天文單位，而下一次會於2028年在地球的附近遭遇。